# Mars der Muzikanten

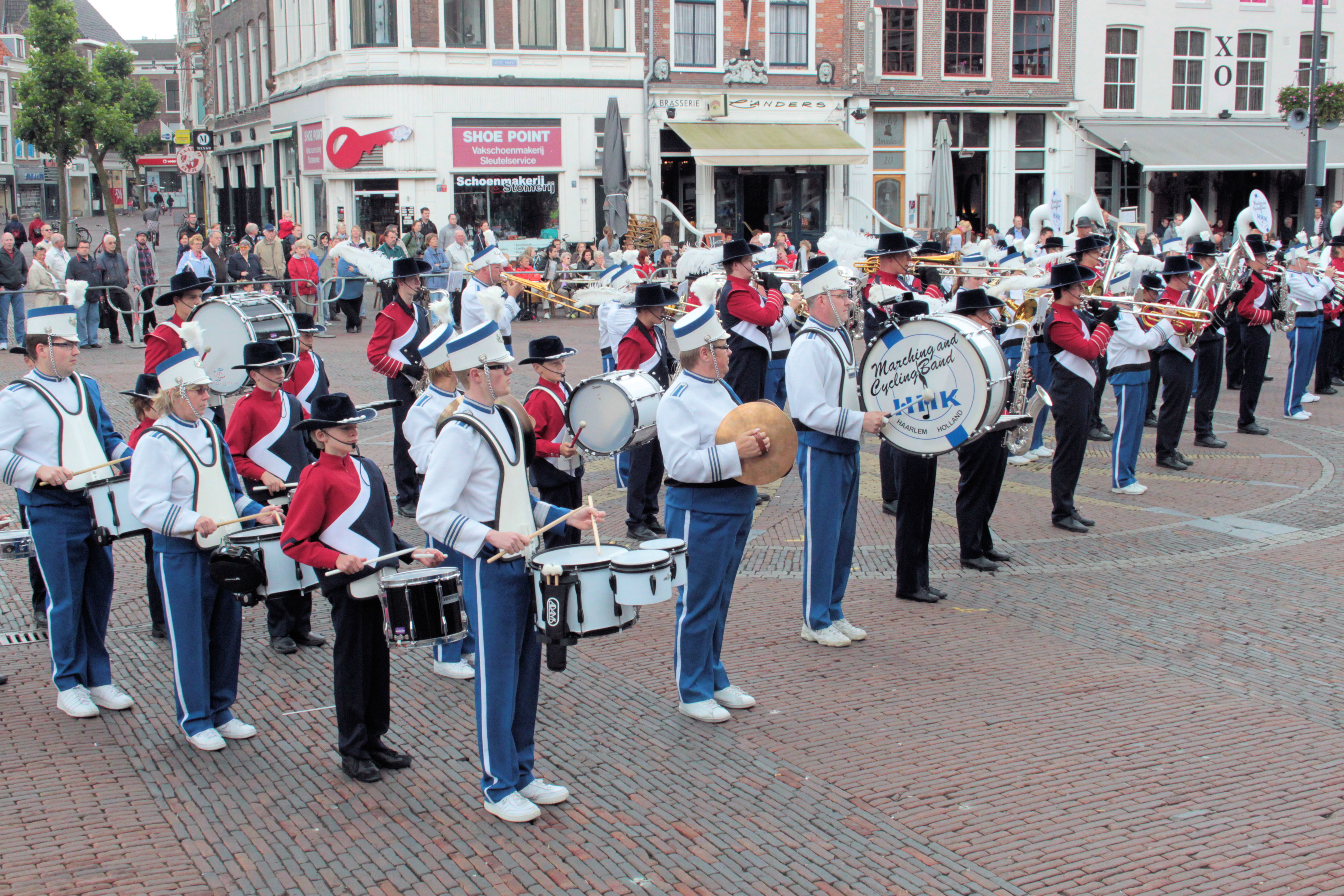
De gezamenlijke opening van de Mars der Muzikanten 2011

De Mars der Muzikanten, afgekort MdM, is begonnen als jaarlijks concours in 1958 in Haarlem, eerst op de Dreef en later op de Grote Markt en kreeg vanaf 2010 meer het karakter van een taptoe. De jurering tbv. de gemeentelijke subsidie stopte en door de terugloop van Haarlemse verenigingen, werden steeds meer gastbands uitgenodigd.

## Geschiedenis
De organisatie was aanvankelijk in handen van de Federatie van Haarlemse Amateur Muziekkorpsen. Met ingang van 2018 wordt de Mars georganiseerd door de Stichting Mars der Muzikanten. Ieder jaar aanschouwen ongeveer 1200 bezoekers de Mars der Muzikanten. Het programma bestaat uit minimaal 6 optredens en een finale. Een steeds groter deel wordt ingevuld door gastverenigingen waaronder bekende (top-)korpsen uit heel Nederland.
Dit was in de jaren 70, 80 en 90 anders, toen had Haarlem een diversiteit aan muziekverenigingen uit eigen stad en directe omgeving.
Sinds vele jaren wordt de Mars der Muzikanten op de tweede zondagmiddag in juni georganiseerd. Eerdere edities (in de jaren 70) vonden ook weleens 's avonds in september plaats. Traditiegetrouw wordt de Mars der Muzikanten met enkele gezamenlijk muzieknummers afgesloten.
Bekende namen van muziekverenigingen uit Haarlem en omgeving, die jarenlang aan de Mars der Muzikanten hebben deelgenomen,
zijn:
1/ Drumband Bato, later Batoband
2/ Drumband CJMV, later Drumband de Damiaatjes en weer later Damiateband
3/ Drumband NVDJ (Noorder Vreugd Dartele Jeugd), later Drumband Jan Gijzen
4/ Drumband HIN, later Drumband Vermaat, Reckendrees en weer later Drumcorps West Coast Sound
5/ Drumband DVS, later Drumband Corja en weer later drumband DAVO
6/ Harmonie Orkest Haarlem, werd later Haarlems Symphonisch Blaasorkest
7/ Drumband Oosterkwartier
8/ Drumband en Harmonie Spaarnebazuin
9/ Haarlemse Harmonie Kapel (HHK)
10/ First Harlem Pipeband
11/ Drumband Schalkwijk
12/ Drumband St. Joris
13/ Bato jeugdband
14/ Jong Damiate
15/ DMV werd later Blij Met Muziek
16/ Reunion Band (eenmalig)
17/ Harmonie Soli uit Driehuis
18/ IJmuider Harmonie uit IJmuiden
19/ Blue Wave uit IJmuiden

## Bijzondere edities
- 2023: 65 jaar Mars der Muzikanten
- 2020-2021 corona jaar
- 2019: Voor het eerst treden er nog maar twee Haarlemse verenigingen op: Blij Met Muziek en Damiateband.
- 2013: De Marching and Cycling Band HHK trad voor het eerst op met een visuele groep (majorettes en colorguards).
- 2012: Gezamenlijk optreden met Blaas of Glory.
- 2002: De Marching and Cycling Band HHK presenteerde de nieuwe uniformen.
- 1992: Voor het eerst liep er een jongen in een visuele groep (de colorguard groep van Reckendrees/West Coast Sound).
- 1991: Vermaat (wat daarna even Reckendrees heet) kreeg een transformatie en ging verder als Showcorps "West Coast Sound".
- 1973: De Marching and Cycling Band HHK trad voor het eerst op met het fietspeloton.